# Namsos
Namsos (sámsky Nåavmesjenjaelmie) je město v Norsku, které je správním centrem stejnojmenné obce v kraji Trøndelag. Nachází se na pobřeží zálivu Namsenfjorden 60 km severovýchodně od Trondheimu. Žije v něm přibližně 15 tisíc obyvatel. Dominantou města je hora Bjørumsklompen.
Namsos byl založen v roce 1845 a v roce 1865 se stal sídlem farnosti. Jeho název znamená „ústí řeky Namsen“. Město vyhořelo v letech 1872, 1897 a 20. dubna 1940, kdy se stalo terčem rozsáhlého německého bombardování. V roce 1961 byl Namsosu udělen městský znak, poukazující na množství losů žijících v okolí. V roce 2020 byl Namsos sloučen s obcemi Fosnes a Namdalseid.
Město je hospodářským centrem regionu Namdalen. Nachází se zde obchodní přístav a díky okolním lesům tradičně převládá dřevozpracující průmysl. Pila na předměstí Spillum byla přeměněna na muzeum. Nachází se zde také vlastivědné muzeum a galerie výtvarného umění. K turistickým atrakcím patří také aquapark Oasen vybudovaný uvnitř hory. Železnice Namsosbanen spojuje město s vesnicí Medjå ve vnitrozemí. Město má také letiště a prochází jím pobřežní silnice Fv 17.
Místními rodáky jsou hudebník Terje Tysland a Carl Frode Tiller.